# Спасательный жилет

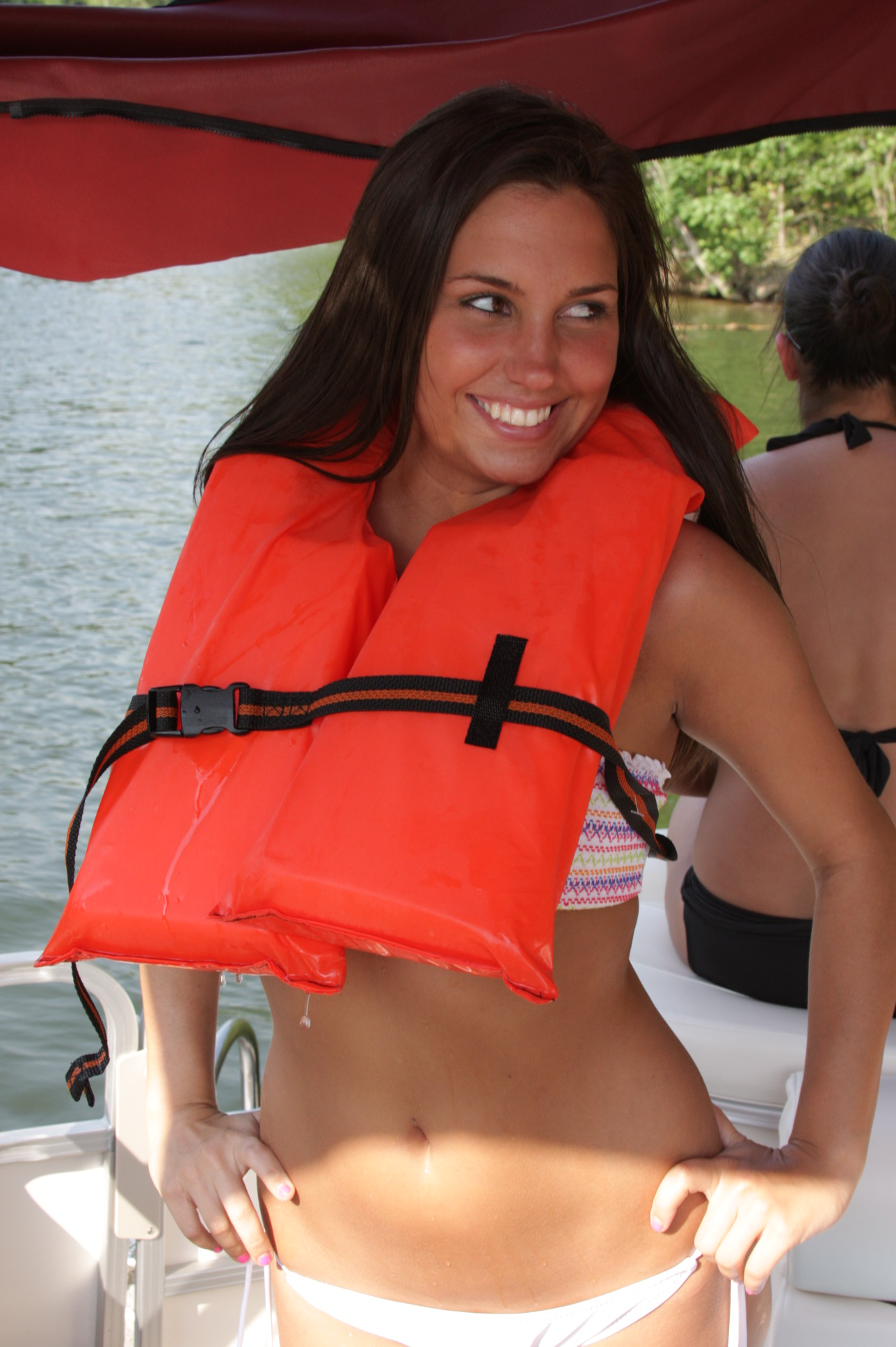
Спасательный жилет (нагрудник)

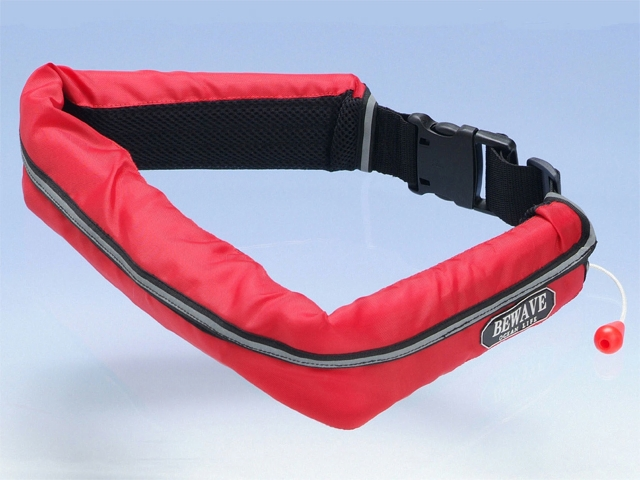
Спасательный самонадувающийся пояс

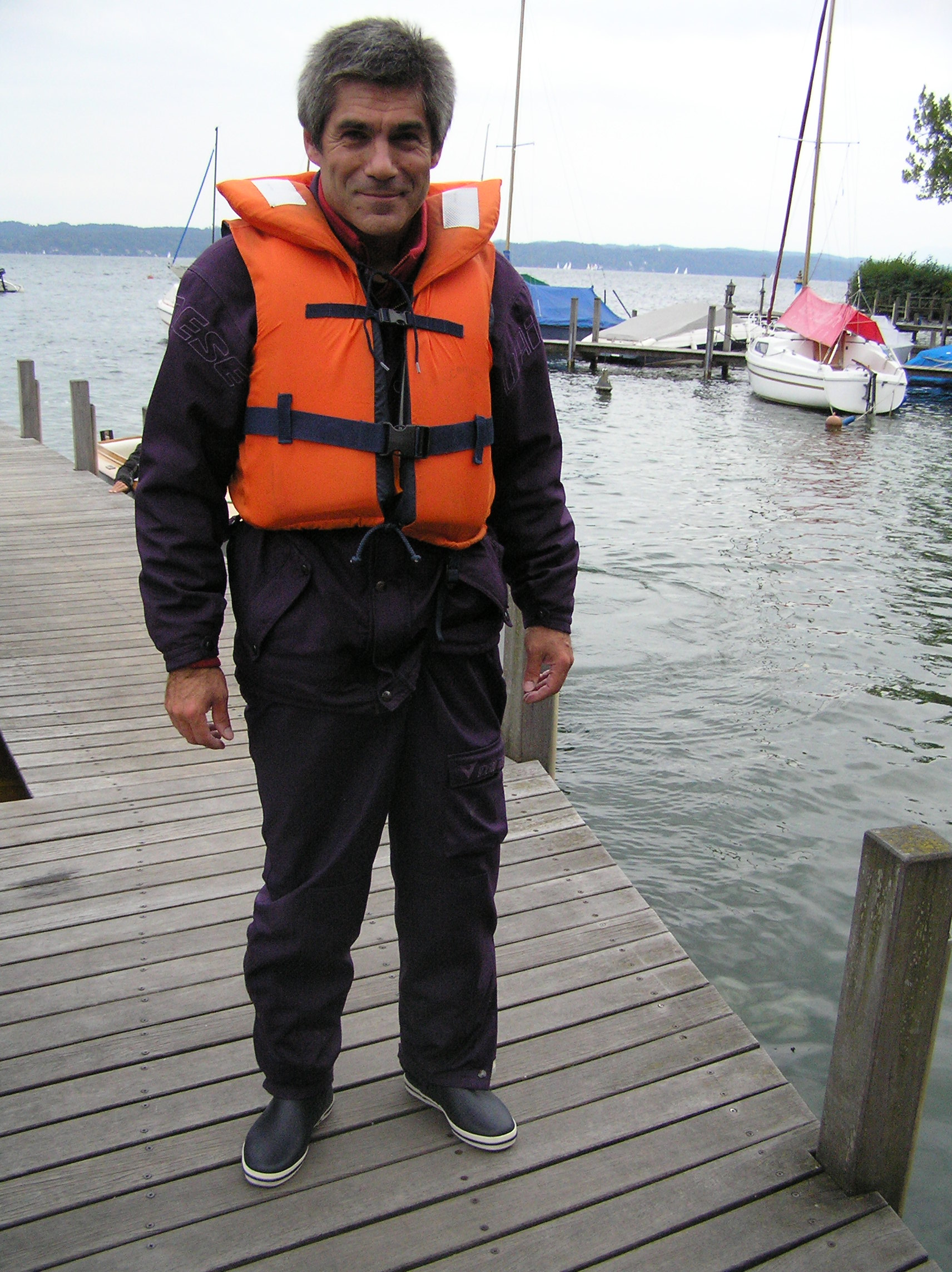
Надетый спасательный жилет

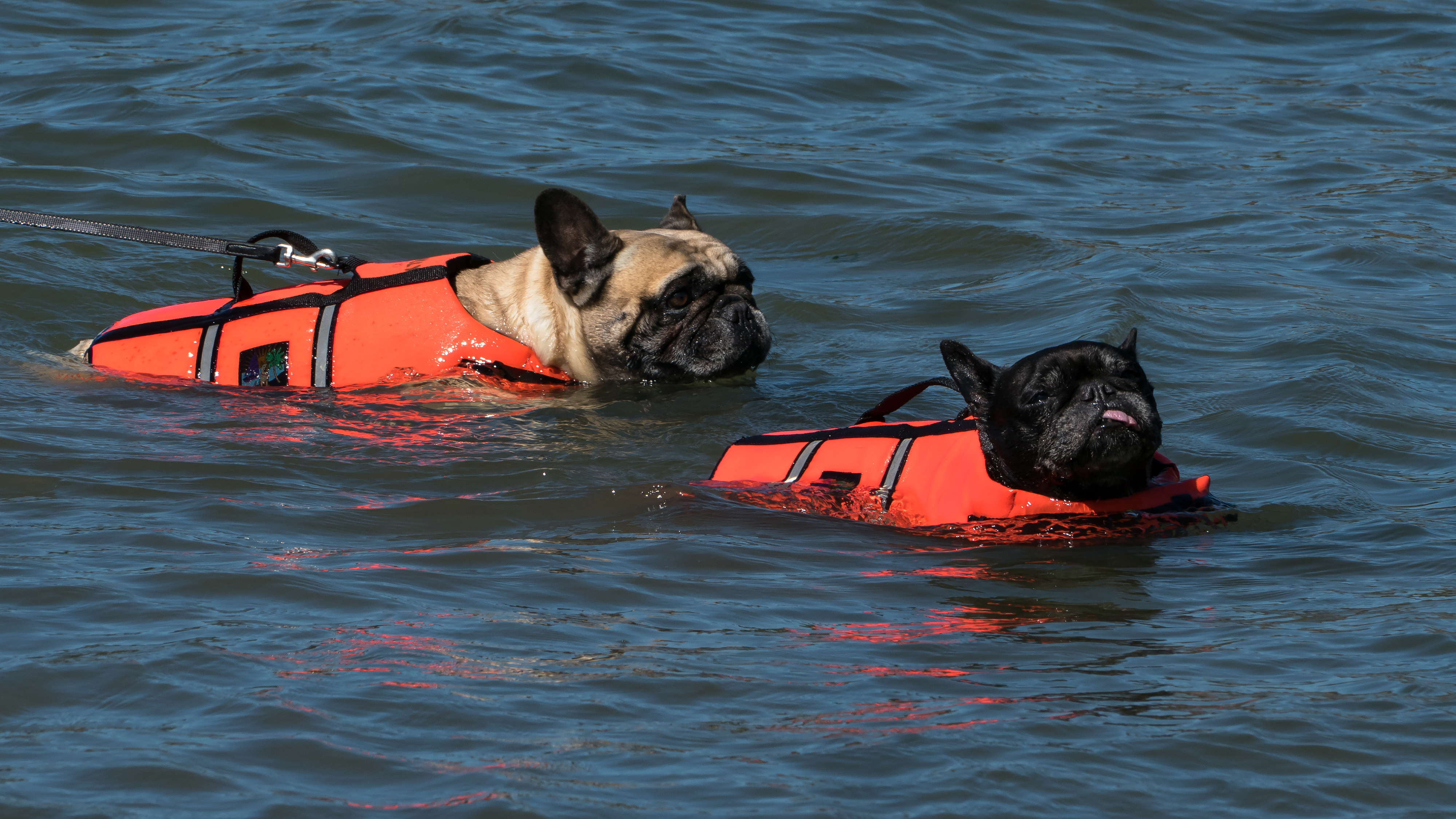
спасательные жилеты для собак

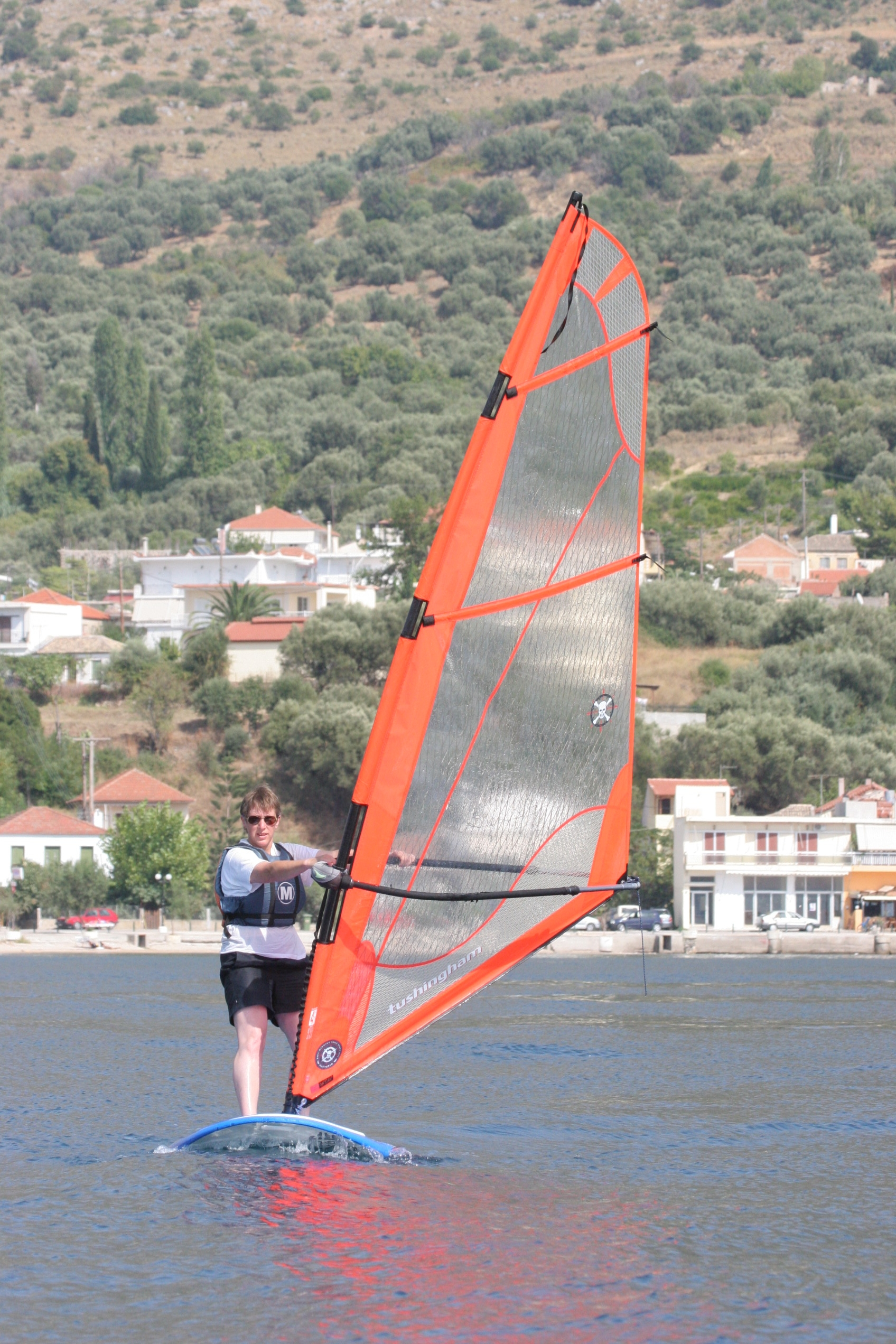
мужчина в спасательном жилете занимается виндсерфингом

Спасательный жилет — средство для поддержки человека на воде. Обычно имеет ярко-оранжевый цвет. Наполняется либо воздухом (самонадувающийся), либо пенопластом. Бывает в виде как собственно жилета, так и в форме нагрудника, пояса, бушлата и т. п.

## Классификация

### Россия
В России характеристики средств спасения на воде регламентирует ГОСТ Р 58108-2019. В зависимости от условий применения, жилеты разделены на три уровня плавучести (сокращенно УП):
- УП-150 — для общего использования в море. Переворачивают человека в бессознательном состоянии лицом вверх и удерживают его голову в безопасном положении.
- УП-100 — для использования в морских районах или внутренних водных бассейнах с высотой волны до 2,0 м и удалении от берега не более 12 морских миль.
- УП-50 — для умеющих плавать людей при использовании на водных объектах с высотой волны до 0,25 м и удалении от берега не более 500 метров.

Жилеты УП-150 и УП-100 являются спасательными, они увеличивают шансы на спасение при длительном нахождении в воде. Жилеты УП-50 являются страховочными. Они увеличивают безопасность при занятиях активным отдыхом на воде, комфортное длительное ношение, возможность активно плыть или грести в надетом жилете.

### Европа

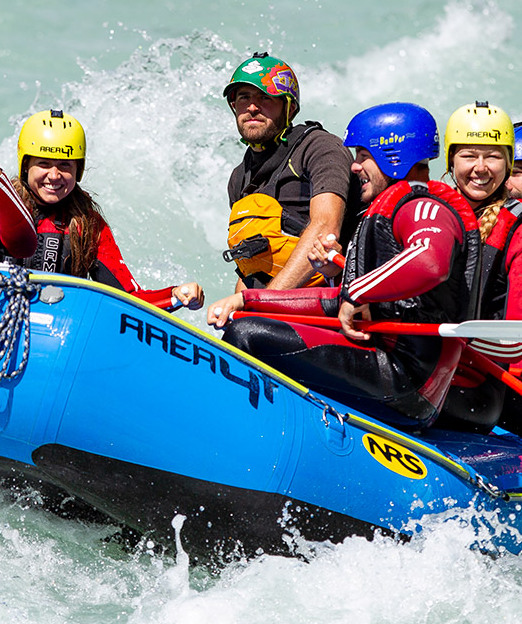
рафтинг, спортсмены в гидрокостюмах и спасательных жилетах и защитных шлемах для защиты головы в случае падения на камни, брёвна и т.д.

Европейский стандарт подразделяет спасательные жилеты на четыре категории:
- EN393 — страховочный, с плавучестью не менее 5,1 кг (50 Н) и районом эксплуатации в закрытых водах с удалением до 5 миль;
- EN395 — спасательный, с плавучестью не менее 10,2 кг (100 Н) и районом эксплуатации в закрытых водах с удалением до 20 миль;
- EN396 — спасательный, с плавучестью не менее 15,3 кг (150 Н) и неограниченным районом эксплуатации;
- EN399 — спасательный, с плавучестью не менее 28,3 кг (275 Н) и неограниченным районом эксплуатации в экстремальных условиях.

### США
Береговая охрана США разделяет спасательные жилеты на 5 классов:
- Type I (Off-Shore Life Jackets) — спасательные жилеты открытого моря. Предназначены для покидания судна в открытом море, имеют высокую плавучесть, способны удерживать над водой человека без сознания.
- Type II (Near Shore Buoyant Vests) — спасательные жилеты прибрежной зоны. Предназначены для покидания судна во внутренних водах. Менее габаритные, чем Type 1, имеют меньшую плавучесть, могут удерживать человека без сознания над водой, но не во всех случаях.
- Type III PFDs (Flotation Aids) — страховочные жилеты. Предназначены для активного отдыха при возможности быстрого спасения из воды. Обеспечивают большую свободу движений и возможность постоянного ношения. Не предназначены для спасения человека без сознания, требуется совершать те или иные действия в воде для поддержания лица над водой.
- Type IV (Throwable Devices) — спасательные круги и кольца.
- Type V (Special Use Devices) — специализированные спасжилеты, например, для каякинга, сапсёрфинга, рыбалки, защитные костюмы для воды.

## Требования
Международная конвенция по спасению человеческой жизни на море СОЛАС предъявляет следующие требования к спасательным жилетам:
- спасательный жилет должен не поддерживать горения или не продолжать плавиться после того, как он был полностью охвачен пламенем в течение 2 с.

Конструкция спасательного жилета должна быть такой, чтобы
- после демонстрации надевания человек мог правильно надеть его без посторонней помощи в течение не более 1 мин;
- его можно было надевать лицевой стороной внутрь или чтобы было совершенно ясно, что его можно надевать лишь на одну сторону и по возможности исключалась вероятность неправильного надевания;
- его было удобно носить;
- в нём можно было прыгать в воду с высоты не менее 4,5 м без телесных повреждений и без смещения или повреждения при этом спасательного жилета.

Спасательный жилет должен обладать достаточной плавучестью и устойчивостью в пресной воде при отсутствии волнения, чтобы:
- поддерживать рот обессилевшего или потерявшего сознание человека на расстоянии не менее 120 мм от воды так, чтобы тело человека было отклонено назад под углом не менее 20° и не более 50° от его вертикального положения;
- поворачивать тело потерявшего сознание человека в воде из любого положения в такое, при котором его рот находится над водой, в течение не более 5 с.
- плавучесть спасательного жилета не должна уменьшаться более чем на 5% после погружения его в пресную воду на 24 ч.
- спасательный жилет должен быть таким, чтобы в нем можно было проплыть короткое расстояние и забраться в спасательную шлюпку или спасательный плот.
- каждый спасательный жилет должен быть снабжен свистком, надежно прикрепленным к нему с помощью шнура.

Надувные спасательные жилеты
- Спасательный жилет, плавучесть которого обеспечивается надуванием, должен иметь не менее двух отдельных камер, и:
- надуваться автоматически при погружении, иметь устройство для надувания, приводимое в действие вручную одним движением, а также надуваться ртом;

Огни спасательных жилетов.
Каждый огонь спасательного жилета должен:
- иметь силу света не менее 0,75 кд;
- иметь источник энергии, способный обеспечивать силу света 0,75 кд в течение не менее 8 ч;
- быть видимым в наибольшей практически возможной части сегмента верхней полусферы, когда он прикреплен к спасательному жилету.

Если огонь является проблесковым, он должен, кроме того:
- быть снабжен ручным выключателем;
- не иметь линз или вогнутого отражателя для концентрации луча;
- вспыхивать с частотой не менее 50 проблесков в минуту и иметь эффективную силу света не менее 0,75 кд.

В водных видах спорта, кроме поддержки человека на воде, спасательный жилет должен не мешать основным движениям спортсмена, поэтому применяются жилеты походящей для этого конструкции - как правило, облегченной, без систем автоматического надувания, свистков и огней, но с дополнительными качествами в зависимости от вида спорта. Например в водном туризме применяются жилеты, способные поддерживать человека не только в отсутствие волнения, но и на вспененной воде, а также часто имеют петлю, за которую человека может поднять из воды другой спортсмен.

## Законодательство
Спасательные жилеты рекомендуется иметь на любом моторном или гребном судне (с мощностью двигателя ниже 10 л.с).
На маломерных судах (весом свыше 200 кг и с двигателем мощностью свыше 10 л.с., подлежащих госрегистрации) спасательные жилеты – обязательны для всех членов экипажа и пассажиров судна. Закон обязывает владельца судна купить спасательные жилеты для всех членов экипажа и пассажиров находящиеся на борту судна. За нарушение предусмотрен штраф.

## Испытания
Спасательные жилеты испытываются на плавучесть в пресной воде подвешиванием груза в 7,5 кг на 24 часа, а затем ещё 0,5 кг на 15 минут.